# Bryobia nitrariae
Bryobia nitrariae är en spindeldjursart som beskrevs av He och Tan 1993. Bryobia nitrariae ingår i släktet Bryobia och familjen Tetranychidae. Inga underarter finns listade.